# Liste der Wüstungen im Okres Tachov
Die Liste der Wüstungen im Okres Tachov listet die Wüstungen im Okres Tachov im Plzeňský kraj auf, unterteilt nach den Gemeinden, auf deren Gebiet sie liegen.
Im Okres Tachov entstanden viele Wüstungen durch die Vertreibung der Deutschen aus der Tschechoslowakei nach 1945 und den Bau der Grenzbefestigungen der Tschechoslowakei im Kalten Krieg.
Das liegt an der grenznahen Lage des Okres Tachov.
Einige Wüstungen entstanden durch die Anlage der Talsperre Lučina zur Versorgung der Stadt Tachov und ihrer Umgebung mit Trinkwasser.
Andere Wüstungen entstanden durch die Anlage der Talsperre Hracholusky zur Versorgung der Stadt Pilsen mit Brauchwasser und zum Hochwasserschutz.
Die in der Spalte Nr. angegebenen Nummern verlinken auf den tschechischen Denkmalschutz.

## Nachweise
Die deutschen Bezeichnungen der Orte und Einöden befinden sich auf der zoombaren Karte der Franzisco-Josephinische Landesaufnahme (1869–1887), die auf der Seite mapire.eu/de ausgewählt werden kann.
Auf dieser Karte werden im unteren Bildbereich die Koordinaten des Mauszeigers angezeigt.
In der linken unteren Bildecke kann eine Übersichtskarte aufgeklappt werden.
Auf der Webseite www.zanikleobce.cz wurden von Pavel Beran unter Mitarbeit vieler anderer Autoren Daten über untergegangene, abgerissene, zerstörte, teilweise zerstörte und vom Verfall bedrohte Objekte in Tschechien gesammelt.
Dabei handelt es sich außer um Ortschaften und Einöden auch um Gebäude wie Kirchen, Synagogen, Brauereien, Mühlen, Fabriken usw.
Auf der Seite www.zanikleobce.cz/index.php?menu=11&okr=3410 befindet sich die Liste mit Links auf die untergegangenen Objekte im Okres Tachov.
Für jedes Objekt wurden die Koordinaten, Zeitpunkt und Ursache des Unterganges, Grad der Zerstörung und heutiger Zustand dokumentiert.
Zu jedem Objekt können interaktive Karten angewählt werden, auf denen die Objekte als anklickbare Symbole dargestellt sind.
Die Seite wird fortlaufend vervollständigt. Sie ist in tschechischer Sprache, an der deutschen Übersetzung wird gearbeitet.
Viele ehemalige Gemeinden finden sich mit dem Datum ihrer schriftlichen Ersterwähnung (Prv.pis.zminka) im Historický lexikon obcí České republiky - 1869 - 2005 (deutsch: Historisches Lexikon der Gemeinden der Tschechischen Republik 1869 - 2005).

## Liste der Wüstungen

### Bezdružice
| Bild | Name-CZ                        | Name-DE           | Anmerkungen | ÚSKP-Nr. | Erste Erwähnung | Untergang Zeit | Untergang Grund |
| ---- | ------------------------------ | ----------------- | ----------- | -------- | --------------- | -------------- | --------------- |
| BW   | Barvírna (Standort)            | Kunstfarbmühle    | Mühle       |          |                 |                |                 |
| BW   | Puchen (Standort)              | Puchen            | Mühle       |          |                 |                |                 |
| BW   | Weschkala Mühle (Standort)     | Weschkala Mühle   | Mühle       |          |                 |                |                 |
| BW   | Zaječí mlýn - malý (Standort)  | Kleine Hasenmühle | Mühle       |          |                 |                |                 |
| BW   | Zaječí mlýn - velký (Standort) | Grose Hasenmühle  | Mühle       |          |                 |                |                 |
| BW   | Žižkův mlýn (Standort)         | Tschischkamühle   | Mühle       |          |                 |                |                 |

### Bor u Tachova
| Bild | Name-CZ                       | Name-DE            | Anmerkungen            | ÚSKP-Nr. | Erste Erwähnung | Untergang Zeit | Untergang Grund       |
| ---- | ----------------------------- | ------------------ | ---------------------- | -------- | --------------- | -------------- | --------------------- |
| BW   | Boječnická cihelna (Standort) | Woschenäcker       | Fabrik                 |          |                 | 1960–1970      |                       |
| BW   | Boreček (Standort)            | Wandermühle        | Siedlung               |          |                 |                | Vertreibung nach 1945 |
| BW   | Dolní mlýn (Standort)         | Untere Mühle       | Mühle                  |          |                 |                |                       |
| BW   | Fuchsmühle (Standort)         | Fuchsmühle         | Mühle                  |          |                 |                |                       |
| BW   | Hawitzenmühle (Standort)      | Hawitzenmühle      | Mühle                  |          |                 |                |                       |
| BW   | Hlupenov (Standort)           | Neuhäusl           | Siedlung               |          | 1115            | nach 1945      |                       |
| BW   | Hvozd (Standort)              | Hochwald           | Forsthaus              |          |                 |                |                       |
| BW   | Kadrnožka (Standort)          | Kadrnožka          | Hotel, Gasthaus, Hütte |          |                 | 1990–2000      |                       |
| BW   | Muckovský mlýn (Standort)     | Mutzken Mühle      | Mühle                  |          |                 |                |                       |
| BW   | Na Písku (Standort)           | Sandhäusel         | Einöde                 |          |                 |                |                       |
| BW   | Nový mlýn (Standort)          | Neumühle           | Mühle                  |          |                 | vor 1945       |                       |
| BW   | Ovčín na Pastvině (Standort)  | Anger - Schafhütte | Einöde                 |          |                 | 1950–1960      |                       |
| BW   | Pustina (Standort)            | Oeding             | Siedlung               |          |                 |                |                       |
| BW   | Schützenhäuseln (Standort)    | Schützenhäuseln    | Einöde                 |          |                 |                |                       |
| BW   | Skviřinský mlýn (Standort)    | Spayerlingsmühle   | Mühle                  |          |                 |                |                       |
| BW   | Vítovice (Standort)           | Wiedowitz          | Siedlung               |          |                 | 1960–1970      | Vertreibung nach 1945 |

### Broumov u Zadního Chodova
| Bild | Name-CZ                    | Name-DE          | Anmerkungen | ÚSKP-Nr. | Erste Erwähnung | Untergang Zeit | Untergang Grund |
| ---- | -------------------------- | ---------------- | ----------- | -------- | --------------- | -------------- | --------------- |
| BW   | Broumovský mlýn (Standort) | Promenhofer Mühl | Mühle       |          |                 |                |                 |
| BW   | Dolní Hamr (Standort)      | Unter Hammer     | Einöde      |          |                 |                |                 |
| BW   | Horní Hamr (Standort)      | Oberhammer       | Mühle       |          |                 |                |                 |
| BW   | Jalový Dvůr (Standort)     | Galtenstallung   | Siedlung    |          |                 | 1950–1960      | Grenzanlagen    |
| BW   | Treppenstein (Standort)    | Treppenstein     | Mühle       |          |                 |                | Grenzanlagen    |

### Cebiv
| Bild | Name-CZ         | Name-DE | Anmerkungen | ÚSKP-Nr. | Erste Erwähnung | Untergang Zeit | Untergang Grund |
| ---- | --------------- | ------- | ----------- | -------- | --------------- | -------------- | --------------- |
| BW   | Hamr (Standort) | Hammer  | Mühle       |          |                 |                |                 |

### Černošín
| Bild           | Name-CZ              | Name-DE   | Anmerkungen | ÚSKP-Nr. | Erste Erwähnung | Untergang Zeit | Untergang Grund       |
| -------------- | -------------------- | --------- | ----------- | -------- | --------------- | -------------- | --------------------- |
| BW             | Ovčín (Standort)     | Ovčín     | Einöde      |          |                 |                |                       |
| BW             | Volfštejn (Standort) | Wolfsberg | Siedlung    |          |                 |                | Vertreibung nach 1945 |
| weitere Bilder | Záhoří (Standort)    | Sahorsch  | Gemeinde    |          | 1544            | 1950–1960      | Vertreibung nach 1945 |

### Chodová Planá
| Bild | Name-CZ                   | Name-DE             | Anmerkungen | ÚSKP-Nr. | Erste Erwähnung | Untergang Zeit | Untergang Grund |
| ---- | ------------------------- | ------------------- | ----------- | -------- | --------------- | -------------- | --------------- |
| BW   | Bučinský mlýn (Standort)  | Buchmühle           | Einöde      |          |                 |                |                 |
| BW   | Domaslavičky (Standort)   | Deutsch Thomaschlag | Gemeinde    |          |                 | 1970–1980      |                 |
| BW   | Hanikův mlýn (Standort)   | Hanikmühle          | Mühle       |          |                 |                |                 |
| BW   | Pila (Standort)           | Brettmühle          | Einöde      |          |                 |                |                 |
| BW   | Schartlův mlýn (Standort) | Schartlmühle        | Mühle       |          |                 |                |                 |

### Chodský Újezd
| Bild | Name-CZ                                      | Name-DE                                      | Anmerkungen     | ÚSKP-Nr. | Erste Erwähnung | Untergang Zeit | Untergang Grund |
| ---- | -------------------------------------------- | -------------------------------------------- | --------------- | -------- | --------------- | -------------- | --------------- |
| BW   | Dolní mlýn (Standort)                        | Karls Mühle                                  | Mühle           |          |                 |                |                 |
| BW   | Habermühle (Standort)                        | Habermühle                                   | Mühle           |          |                 |                |                 |
| BW   | Jirglův mlýn (Standort)                      | Girglmühle                                   | Mühle           |          |                 |                |                 |
| BW   | Kalbmühle (Standort)                         | Kalbmühle                                    | Mühle           |          |                 |                |                 |
| BW   | Kanapark (Standort)                          | Ganabartl                                    | Siedlung        |          |                 | 1945–1950      |                 |
| BW   | Klepáček (Standort)                          | Klapel Mühle                                 | Mühle           |          |                 |                |                 |
| BW   | Kuh Mühle (Standort)                         | Kuh Mühle                                    | Siedlung        |          |                 |                |                 |
| BW   | Slatinský mlýn (Standort)                    | Schladamühle                                 | Mühle           |          |                 |                |                 |
| BW   | Tišina (Standort)                            | Kenruh                                       | Einöde          |          |                 | 1950–1960      | Grenzanlagen    |
| BW   | Zajatecký tábor a hřbitov u Plané (Standort) | Gefangenenlager nächst Karolinenhof bei Plan | Gefangenenlager |          |                 |                |                 |

### Ctiboř u Tachova
| Bild | Name-CZ          | Name-DE | Anmerkungen | ÚSKP-Nr. | Erste Erwähnung | Untergang Zeit | Untergang Grund |
| ---- | ---------------- | ------- | ----------- | -------- | --------------- | -------------- | --------------- |
| BW   | Březí (Standort) | Pirkau  | Gemeinde    |          | 1552            | nach 1945      |                 |

### Halže
| Bild | Name-CZ                    | Name-DE          | Anmerkungen | ÚSKP-Nr. | Erste Erwähnung | Untergang Zeit | Untergang Grund       |
| ---- | -------------------------- | ---------------- | ----------- | -------- | --------------- | -------------- | --------------------- |
| BW   | Halser Mühle (Standort)    | Halser Mühle     | Mühle       |          |                 |                |                       |
| BW   | Hamerské Domky (Standort)  | Büchsenhammer,   | Siedlung    |          |                 |                |                       |
| BW   | Haselmühle (Standort)      | Haselmühle       | Mühle       |          |                 |                |                       |
| BW   | Haubnerův mlýn (Standort)  | Haubnermühle     | Mühle       |          |                 |                |                       |
| BW   | Hirtenhaus (Standort)      | Hirtenhaus       | Siedlung    |          |                 |                |                       |
| BW   | Horní nový mlýn (Standort) | Hintere Neumühle | Mühle       |          |                 |                |                       |
| BW   | Kočičí mlýn (Standort)     | Katzenmühle      | Mühle       |          |                 |                |                       |
| BW   | Mathildensäge (Standort)   | Mathildensäge    | Mühle       |          |                 |                |                       |
| BW   | Pavlův Studenec (Standort) | Paulusbrunn      | Gemeinde    |          | 1618            |                | Vertreibung nach 1945 |
| BW   | Špirkův mlýn (Standort)    | Spirkenmühle     | Mühle       |          |                 |                |                       |
| BW   | U Wallerů (Standort)       | Wallerhaus       | Einöde      |          |                 |                |                       |

### Horní Kozolupy
| Bild | Name-CZ               | Name-DE        | Anmerkungen | ÚSKP-Nr. | Erste Erwähnung | Untergang Zeit | Untergang Grund |
| ---- | --------------------- | -------------- | ----------- | -------- | --------------- | -------------- | --------------- |
| BW   | Na Hadovce (Standort) | Schlanzenmühle | Mühle       |          |                 |                |                 |

### Hošťka
| Bild           | Name-CZ                                                    | Name-DE                   | Anmerkungen          | ÚSKP-Nr.     | Erste Erwähnung | Untergang Zeit | Untergang Grund       |
| -------------- | ---------------------------------------------------------- | ------------------------- | -------------------- | ------------ | --------------- | -------------- | --------------------- |
| BW             | Achácovský mlýn (Standort)                                 | Achatsmühle               | Mühle                |              |                 |                |                       |
| BW             | Brtný mlýn (Standort)                                      | Zeidelmühle               | Mühle                |              |                 |                |                       |
| BW             | Francův mlýn (Standort)                                    | Franzenmühle              | Mühle                |              |                 |                |                       |
| BW             | Gogelmühle (Standort)                                      | Gogelmühle                | Mühle                |              |                 |                |                       |
| BW             | Liščí Díra (Standort)                                      | Fuchsloch                 |                      |              |                 | 1945–1950      | Grenzanlagen          |
| BW             | Mášův mlýn (Standort)                                      | Maschaumühle              | Mühle                |              |                 |                |                       |
| BW             | Meiselmühle (Standort)                                     | Meiselmühle               | Mühle                |              |                 |                |                       |
| BW             | Na Poli u Lesa (Standort)                                  | Waldackerhäuser           | Einöde               |              |                 |                |                       |
| BW             | Nový Kohling (Standort)                                    | Neu Kohling               | Einöde               |              |                 |                |                       |
| BW             | Nový mlýn (Standort)                                       | Neumühle                  | Mühle                |              |                 |                |                       |
| BW             | Nový mlýn (Standort)                                       | Neumühle                  | Mühle                |              |                 |                |                       |
| weitere Bilder | Pořejov (Standort)                                         | Purschau                  | Gemeinde             | 12420/4-4840 | 1275            | 1950–1960      | Vertreibung nach 1945 |
| BW             | Pořejov (Standort)                                         | Purschau                  | Burg, Schloss, Veste |              |                 | 1950–1960      | Vertreibung nach 1945 |
| BW             | Tchoří Vrch (Standort)                                     | Iltisberg                 | Einöde               |              |                 |                |                       |
| BW             | Vogelmühle (Standort)                                      | Vogelmühle                | Mühle                |              |                 |                |                       |
| BW             | Wachterhof (Standort)                                      | Wachterhof                | Siedlung             |              |                 |                |                       |
| BW             | data-sort-value="Žebrácký Žďár"\| Žebrácký Žďár (Standort) | Petlarnbrand              | Siedlung             |              |                 | 1950–1960      | Vertreibung nach 1945 |
| BW             | Žebráky - Brusírna zrcadel (Standort)                      | Pettlarn - Spiegelschleif | Fabrik               |              |                 |                |                       |

### Kladruby u Stříbra
| Bild | Name-CZ                  | Name-DE       | Anmerkungen | ÚSKP-Nr. | Erste Erwähnung | Untergang Zeit | Untergang Grund |
| ---- | ------------------------ | ------------- | ----------- | -------- | --------------- | -------------- | --------------- |
| BW   | Benešův mlýn (Standort)  | Benischmühle  | Mühle       |          |                 |                |                 |
| BW   | Ludvíkův Hamr (Standort) | Ludwigshammer | Fabrik      |          |                 |                |                 |
| BW   | Mühlberg (Standort)      | Mühlberg      | Einöde      |          |                 |                |                 |
| BW   | Střížkův mlýn (Standort) | Zischkamühle  | Mühle       |          |                 |                |                 |

### Kočov
| Bild | Name-CZ          | Name-DE      | Anmerkungen | ÚSKP-Nr. | Erste Erwähnung | Untergang Zeit | Untergang Grund       |
| ---- | ---------------- | ------------ | ----------- | -------- | --------------- | -------------- | --------------------- |
| BW   | Janov (Standort) | Johannesdorf | Siedlung    |          | 1748            | nach 1945      | Vertreibung nach 1945 |

### Konstantinovy Lázně
| Bild | Name-CZ                    | Name-DE       | Anmerkungen | ÚSKP-Nr. | Erste Erwähnung | Untergang Zeit | Untergang Grund |
| ---- | -------------------------- | ------------- | ----------- | -------- | --------------- | -------------- | --------------- |
| BW   | Bílý mlýn (Standort)       | Weissmühle    | Mühle       |          |                 |                |                 |
| BW   | Dudákovský mlýn (Standort) | Tuthakenmühle | Mühle       |          |                 |                |                 |
| BW   | Marasův mlýn (Standort)    | Marasenmühle  | Mühle       |          |                 |                |                 |

### Kostelec u Stříbra
| Bild | Name-CZ                  | Name-DE         | Anmerkungen | ÚSKP-Nr. | Erste Erwähnung | Untergang Zeit | Untergang Grund |
| ---- | ------------------------ | --------------- | ----------- | -------- | --------------- | -------------- | --------------- |
| BW   | Habří (Standort)         | Habří           | Forsthaus   |          |                 | vor 1945       |                 |
| BW   | Kočovský mlýn (Standort) | Gotschauermühle | Mühle       |          |                 |                |                 |
| BW   | Peklo (Standort)         | Höll            | Einöde      |          |                 |                |                 |

### Lesná u Tachova
| Bild              | Name-CZ                       | Name-DE           | Anmerkungen | ÚSKP-Nr. | Erste Erwähnung | Untergang Zeit | Untergang Grund       |
| ----------------- | ----------------------------- | ----------------- | ----------- | -------- | --------------- | -------------- | --------------------- |
| BW                | Arnoštova leštírna (Standort) | Anna Polier       | Polierwerk  |          | 1945–1950       | Grenzanlagen   | Lesná u Tachova       |
| BW                | Bažantov (Standort)           | Wosant            | Gemeinde    |          |                 | nach 1945      | Vertreibung nach 1945 |
| BW                | Buchar (Standort)             | Pucher            | Einöde      |          |                 |                | Grenzanlagen          |
| BW                | Česká Ves (Standort)          | Böhmischdorf      | Gemeinde    |          | 1625            | 1945–1950      | Grenzanlagen          |
| Böhmisch Neuhäusl | České Nové Domky (Standort)   | Böhmisch Neuhäusl | Siedlung    |          | 1764            | 1945–1950      | Grenzanlagen          |
| BW                | Dolní mlýn (Standort)         | Untere Mühle      | Mühle       |          |                 |                |                       |
| BW                | Háje (Standort)               | Leirwinkel        | Gemeinde    |          |                 | nach 1945      | Grenzanlagen          |
| BW                | Hedvičina Pila (Standort)     | Hedvigsäge        | Einöde      |          |                 | 1945–1950      | Grenzanlagen          |
| BW                | Horní mlýn (Standort)         | Obere Mühle       | Mühle       |          |                 |                |                       |
| BW                | Jedlina (Standort)            | Neu Losimthal     | Gemeinde    |          | 1626            | 1950–1960      | Grenzanlagen          |
| BW                | Josefovo Údolí (Standort)     | Josefsthal        | Siedlung    |          |                 |                | Grenzanlagen          |
| BW                | Kollerova Huť (Standort)      | Kollerhütte       | Siedlung    |          |                 | 1945–1950      |                       |
| BW                | Kulm (Standort)               | Kulm              | Siedlung    |          |                 | nach 1945      | Vertreibung nach 1945 |
| BW                | Laufloh (Standort)            | Laufloh           | Siedlung    |          |                 |                | Grenzanlagen          |
| BW                | Malovcova brusírna (Standort) | Malowetz Werk     | Fabrik      |          |                 |                |                       |
| BW                | Mlýnské Domky (Standort)      | Mühlhäuser        | Gemeinde    |          |                 | 1945–1950      | Grenzanlagen          |
| BW                | Nová brusírna (Standort)      | Neuwerk           | Fabrik      |          |                 |                |                       |
| BW                | Nová Knížecí Huť (Standort)   | Neu Fürstenhütte  | Gemeinde    |          |                 | vor 1945       |                       |
| BW                | Nový mlýn (Standort)          | Neumühle          | Mühle       |          |                 |                | Grenzanlagen          |
| BW                | Pavlova Huť (Standort)        | Paulushütte       | Siedlung    |          |                 | 1950–1960      | Grenzanlagen          |
| BW                | Pohodnice (Standort)          | Wasenmeisterei    | Einöde      |          |                 |                |                       |
| BW                | Randezvous (Standort)         | Randezvous        | Einöde      |          |                 | 1980–1990      |                       |
| BW                | Šenvaldská Huť (Standort)     | Schönwalderhütte  | Siedlung    |          |                 | 1945–1950      |                       |
| BW                | Skláře (Standort)             | Neuwindischgratz  | Siedlung    |          | 1793            | nach 1945      | Grenzanlagen          |
| BW                | Stará Knížecí Huť (Standort)  | Alt Fürstenhütte  | Gemeinde    |          | 1784            | nach 1945      | Grenzanlagen          |
| BW                | Stoupa (Standort)             | Alt Pocher        | Siedlung    |          | 1710            | 1945–1950      | Grenzanlagen          |
| BW                | Suchá Hůrka (Standort)        | Dürrnhübel        | Siedlung    |          |                 |                | Grenzanlagen          |
| BW                | Tichého mlýn (Standort)       | Tichy Mühle       | Mühle       |          |                 |                |                       |
| BW                | Zahájí (Standort)             | Waldheim          | Gemeinde    |          | 1608            | 1945–1950      | Grenzanlagen          |
| BW                | Zlatý Potok (Standort)        | Goldbach          | Siedlung    |          | 1736            |                |                       |

### Lestkov
| Bild | Name-CZ                  | Name-DE      | Anmerkungen | ÚSKP-Nr. | Erste Erwähnung | Untergang Zeit | Untergang Grund       |
| ---- | ------------------------ | ------------ | ----------- | -------- | --------------- | -------------- | --------------------- |
| BW   | Český Mlýn (Standort)    | Böhmischműhl | Mühle       |          |                 | 1950–1960      | Vertreibung nach 1945 |
| BW   | Horní Víska (Standort)   | Oberdörfles  | Siedlung    |          |                 | nach 1945      | Vertreibung nach 1945 |
| BW   | Milkov (Standort)        | Milikau      | Siedlung    |          |                 | 1960–1970      | Vertreibung nach 1945 |
| BW   | Na Potoce (Standort)     | Bachmühle    | Mühle       |          |                 |                |                       |
| BW   | Röllerův mlýn (Standort) | Röllermühle  | Mühle       |          |                 |                |                       |

### Milíře
| Bild | Name-CZ                       | Name-DE            | Anmerkungen | ÚSKP-Nr. | Erste Erwähnung | Untergang Zeit | Untergang Grund       |
| ---- | ----------------------------- | ------------------ | ----------- | -------- | --------------- | -------------- | --------------------- |
| BW   | Albersdorfer Mühle (Standort) | Albersdorfer Mühle | Mühle       |          |                 |                |                       |
| BW   | Brandmühle (Standort)         | Brandmühle         | Mühle       |          |                 |                |                       |
| BW   | Steinhof (Standort)           | Steinhof           | Siedlung    |          |                 |                | Vertreibung nach 1945 |
| BW   | Zeislova Zahrada (Standort)   | Zeiselgarten       | Einöde      |          |                 |                | Vertreibung nach 1945 |

### Obora u Tachova
| Bild | Name-CZ                             | Name-DE                  | Anmerkungen | ÚSKP-Nr. | Erste Erwähnung | Untergang Zeit | Untergang Grund |
| ---- | ----------------------------------- | ------------------------ | ----------- | -------- | --------------- | -------------- | --------------- |
| BW   | Francovy Domky (Standort)           | Franzhäuser              | Siedlung    |          |                 |                |                 |
| BW   | Heyrovského Pila (Standort)         | Heyrovskysäge            | Einöde      |          |                 |                |                 |
| BW   | Hraničná (Standort)                 | Hermannsreith            | Siedlung    |          |                 | 1945–1950      | Grenzanlagen    |
| BW   | Na Kopci (Standort)                 | Berghäuslen              | Einöde      |          |                 |                |                 |
| BW   | Na Šancích (Standort)               | Schanzhäusl              | Siedlung    |          |                 | 1945–1950      | Grenzanlagen    |
| BW   | Na Spálenci (Standort)              | Brenntenloh              | Einöde      |          |                 | 1970–1980      | Grenzanlagen    |
| BW   | Nový Hamr (Standort)                | Neuhammer                | Einöde      |          |                 |                |                 |
| BW   | Paulus Brunner Glashütte (Standort) | Paulus Brunner Glashütte | Siedlung    |          |                 |                |                 |
| BW   | Paulus Brunner Hegerhaus (Standort) | Paulus Brunner Hegerhaus | Forsthaus   |          |                 |                |                 |
| BW   | Pomezná (Standort)                  | Wittichsthal             | Siedlung    |          |                 | 1950–1960      | Grenzanlagen    |
| BW   | Přední Chalupy (Standort)           | Vorderhäuslen            | Siedlung    |          |                 |                | Grenzanlagen    |
| BW   | Ruhberghammer (Standort)            | Ruhberghammer            | Einöde      |          |                 |                |                 |
| BW   | Serghofmühle (Standort)             | Serghofmühle             | Mühle       |          |                 | 1950–1960      |                 |
| BW   | Siebermühle (Standort)              | Siebermühle              | Mühle       |          |                 |                |                 |
| BW   | Třetí Hamr (Standort)               | 3 Hammer                 | Einöde      |          |                 |                |                 |
| BW   | Větrov (Standort)                   | Baderwinkel              | Siedlung    |          |                 | 1945–1950      | Grenzanlagen    |
| BW   | Viktoria (Standort)                 | Viktoriasäge             | Einöde      |          |                 |                |                 |
| BW   | Zahnhammer (Standort)               | Zahnhammer               | Mühle       |          |                 |                |                 |

### Olbramov
| Bild | Name-CZ                   | Name-DE    | Anmerkungen | ÚSKP-Nr. | Erste Erwähnung | Untergang Zeit | Untergang Grund |
| ---- | ------------------------- | ---------- | ----------- | -------- | --------------- | -------------- | --------------- |
| BW   | Křínovský mlýn (Standort) | Grönamühle | Mühle       |          |                 |                |                 |

### Ošelín
| Bild | Name-CZ                   | Name-DE        | Anmerkungen | ÚSKP-Nr. | Erste Erwähnung | Untergang Zeit | Untergang Grund       |
| ---- | ------------------------- | -------------- | ----------- | -------- | --------------- | -------------- | --------------------- |
| BW   | Dolní Plezom (Standort)   | Unter Plesau   | Gemeinde    |          | 1115            | 1990–2000      | Vertreibung nach 1945 |
| BW   | Schweppelmühle (Standort) | Schweppelmühle | Mühle       |          |                 |                |                       |

### Planá u Mariánských Lázní
| Bild | Name-CZ                              | Name-DE           | Anmerkungen | ÚSKP-Nr. | Erste Erwähnung | Untergang Zeit | Untergang Grund |
| ---- | ------------------------------------ | ----------------- | ----------- | -------- | --------------- | -------------- | --------------- |
| BW   | Caltovský mlýn (Standort)            | Zaltaumühle       | Mühle       |          |                 |                |                 |
| BW   | Egrt Mühle (Standort)                | Egrt Mühle        | Mühle       |          |                 |                |                 |
| BW   | Jakubův mlýn (Standort)              | Jakobsmühle       | Mühle       |          |                 |                |                 |
| BW   | Kühnhackel Mühle (Standort)          | Kühnhackel Mühle  | Mühle       |          |                 |                |                 |
| BW   | Panský mlýn (Standort)               | Hernmühle         | Mühle       |          |                 |                |                 |
| BW   | Planá u Mariánských Lázní (Standort) | Plan in Marienbad |             |          |                 | nach 2000      |                 |
| BW   | Slatinský mlýn (Standort)            | Schladamühle      | Mühle       |          |                 | 1950–1960      |                 |
| BW   | Tomšův mlýn (Standort)               | Domschamühle      | Einöde      |          |                 |                |                 |
| BW   | Zlatý mlýn (Standort)                | Schlada Mühle     | Mühle       |          |                 |                |                 |

### Přimda
| Bild           | Name-CZ                  | Name-DE       | Anmerkungen             | ÚSKP-Nr. | Erste Erwähnung | Untergang Zeit | Untergang Grund       |
| -------------- | ------------------------ | ------------- | ----------------------- | -------- | --------------- | -------------- | --------------------- |
| BW             | Bodenmühle (Standort)    | Bodenmühle    | Mühle                   |          |                 |                |                       |
| BW             | Hammelhütte (Standort)   | Hammelhütte   | Einöde                  |          |                 |                |                       |
| BW             | Hellmühle (Standort)     | Hellmühle     | Mühle                   |          |                 |                |                       |
| BW             | Krommelmühle (Standort)  | Krommelmühle  | Mühle                   |          |                 |                |                       |
| BW             | Milov (Standort)         | Mühlloh       | Siedlung                |          |                 | 1950–1960      | Vertreibung nach 1945 |
| BW             | Sägemühle (Standort)     | Sägemühle     | Mühle                   |          |                 |                |                       |
| BW             | Stahlmühle (Standort)    | Stahlmühle    | Mühle                   |          |                 |                |                       |
| weitere Bilder | Svatá Apolena (Standort) | Svatá Apolena | Wallfahrtskirche, Ruine | 102734   | 1838            |                | Vertreibung nach 1945 |
| BW             | Wenzlův mlýn (Standort)  | Wenzelmühle   | Mühle                   |          |                 |                |                       |
| BW             | Wiessmühle (Standort)    | Wiessmühle    | Mühle                   |          |                 |                |                       |

### Prostiboř
| Bild | Name-CZ                 | Name-DE   | Anmerkungen | ÚSKP-Nr. | Erste Erwähnung | Untergang Zeit | Untergang Grund |
| ---- | ----------------------- | --------- | ----------- | -------- | --------------- | -------------- | --------------- |
| BW   | Válcový mlýn (Standort) | Walzmühle | Mühle       |          |                 |                |                 |

### Rozvadov
| Bild        | Name-CZ                                        | Name-DE              | Anmerkungen | ÚSKP-Nr. | Erste Erwähnung | Untergang Zeit | Untergang Grund       |
| ----------- | ---------------------------------------------- | -------------------- | ----------- | -------- | --------------- | -------------- | --------------------- |
| BW          | Arnoštin Hamr (Standort)                       | Ernestinen Hammer    | Hammerwerk  |          |                 |                |                       |
| BW          | Frauentál (Standort)                           | Hochofen             | Siedlung    |          |                 | 1945–1950      | Vertreibung nach 1945 |
| BW          | Hahnehäusl (Standort)                          | Hahnehäusl           | Einöde      |          |                 |                |                       |
| Reichenthal | Hraničky (Standort)                            | Reichenthal          | Gemeinde    |          |                 | 1945–1950      | Grenzanlagen          |
| BW          | Maxův mlýn (Standort)                          | Maxmühle             | Mühle       |          |                 |                |                       |
| BW          | Mnichovství (Standort)                         | Münchsfeld           | Gutshaus    |          |                 |                |                       |
| BW          | Nová Huť (Standort)                            | Neuhütte             | Siedlung    |          |                 | 1945–1950      | Grenzanlagen          |
| BW          | Pod tchořím vrchem (Standort)                  | Iltismühle           | Mühle       |          |                 |                |                       |
| BW          | Schafhütte (Standort)                          | Schafhütte           | Einöde      |          |                 |                |                       |
| BW          | Šestý Železný Hamr (Standort)                  | Sechster Eisenhammer | Einöde      |          |                 |                |                       |
| BW          | Spechamühle (Standort)                         | Spechamühle          | Mühle       |          |                 |                | Grenzanlagen          |
| BW          | data-sort-value="Střeble"\| Střeble (Standort) | Ströbl               | Siedlung    |          |                 | 1945–1950      | Grenzanlagen          |
| BW          | Tieflohhaus (Standort)                         | Tieflohhäus          | Forsthaus   |          |                 |                |                       |
| BW          | U brány (Standort)                             | Thorhaus             | Einöde      |          |                 |                |                       |

### Staré Sedliště
| Bild | Name-CZ                           | Name-DE                | Anmerkungen          | ÚSKP-Nr. | Erste Erwähnung | Untergang Zeit | Untergang Grund       |
| ---- | --------------------------------- | ---------------------- | -------------------- | -------- | --------------- | -------------- | --------------------- |
| BW   | Bohuslav (Standort)               | Wusleben               | Gemeinde             |          |                 | 1945–1950      | Vertreibung nach 1945 |
| BW   | Gesperrhaus (Standort)            | Gesperrhaus            | Einöde               |          |                 |                |                       |
| BW   | Hamerský mlýn (Standort)          | Hammermühle            | Mühle                |          |                 |                |                       |
| BW   | Kamenný mlýn (Standort)           | Steinmühle             | Mühle                |          |                 |                |                       |
| BW   | Krčma (Standort)                  | Kratschen              | Siedlung             |          |                 |                |                       |
| BW   | Nový Dvůr (Standort)              | Neuhof                 | Forsthaus            |          |                 |                |                       |
| BW   | Nový mlýn (Standort)              | Neumühle               | Mühle                |          |                 |                |                       |
| BW   | Staré Sedliště - zámek (Standort) | Alt Zedlisch - Schloss | Burg, Schloss, Veste |          |                 | 1960–1970      |                       |
| BW   | Starý mlýn (Standort)             | Altmühle               | Mühle                |          |                 |                |                       |

### Staré Sedlo u Tachova
| Bild | Name-CZ                  | Name-DE            | Anmerkungen          | ÚSKP-Nr. | Erste Erwähnung | Untergang Zeit | Untergang Grund |
| ---- | ------------------------ | ------------------ | -------------------- | -------- | --------------- | -------------- | --------------- |
| BW   | Darmyšl-zámek (Standort) | Darmschlag-Schloss | Burg, Schloss, Veste |          |                 | 1980–1990      |                 |
| BW   | Malečkův mlýn (Standort) | Zapfenmühle        | Mühle                |          |                 |                |                 |
| BW   | Pohodnice (Standort)     | Wasenmeisterei     | Einöde               |          |                 | 1950–1960      |                 |

### Stráž u Tachova
| Bild | Name-CZ                   | Name-DE       | Anmerkungen | ÚSKP-Nr. | Erste Erwähnung | Untergang Zeit | Untergang Grund |
| ---- | ------------------------- | ------------- | ----------- | -------- | --------------- | -------------- | --------------- |
| BW   | Čertův mlýn (Standort)    | Teufelsmühle  | Mühle       |          |                 |                |                 |
| BW   | Český mlýn (Standort)     | Böhmischmühle | Mühle       |          |                 |                |                 |
| BW   | Hochtenhäusel (Standort)  | Hochtenhäusel |             |          |                 |                |                 |
| BW   | Klementův mlýn (Standort) | Klementmühle  | Mühle       |          |                 |                |                 |

### Stříbro
| Bild | Name-CZ                       | Name-DE           | Anmerkungen | ÚSKP-Nr. | Erste Erwähnung | Untergang Zeit | Untergang Grund |
| ---- | ----------------------------- | ----------------- | ----------- | -------- | --------------- | -------------- | --------------- |
| BW   | Jirná (Standort)              | Girna             | Forsthaus   |          |                 |                |                 |
| BW   | Pekelský mlýn (Standort)      | Höllmühle         | Mühle       |          |                 |                |                 |
| BW   | Důl Evangelista (Standort)    | Evangelistazeche  | Einöde      |          |                 |                |                 |
| BW   | Důl Leo (Standort)            | Leoschacht        | Einöde      |          |                 |                |                 |
| BW   | Jirna (Standort)              | Girna             | Forsthaus   |          |                 |                |                 |
| BW   | Pochův mlýn a pila (Standort) | Pochmühle         | Mühle       |          |                 |                |                 |
| BW   | Poruba Antonín I. (Standort)  | Antoni I. Verhau  | Einöde      |          |                 |                |                 |
| BW   | Poruba Antonín II. (Standort) | Antoni II. Verhau | Einöde      |          |                 |                |                 |

### Studánka
| Bild | Name-CZ             | Name-DE   | Anmerkungen | ÚSKP-Nr. | Erste Erwähnung | Untergang Zeit | Untergang Grund       |
| ---- | ------------------- | --------- | ----------- | -------- | --------------- | -------------- | --------------------- |
| BW   | Pastvina (Standort) | Helldroth | Gemeinde    |          |                 | nach 1945      | Vertreibung nach 1945 |

### Sytno
| Bild | Name-CZ                 | Name-DE          | Anmerkungen | ÚSKP-Nr. | Erste Erwähnung | Untergang Zeit | Untergang Grund |
| ---- | ----------------------- | ---------------- | ----------- | -------- | --------------- | -------------- | --------------- |
| BW   | Důl Zdař Bůh (Standort) | Frischglückzeche | Einöde      |          |                 |                |                 |

### Tachov
| Bild | Name-CZ                                        | Name-DE                          | Anmerkungen | ÚSKP-Nr. | Erste Erwähnung | Untergang Zeit | Untergang Grund  |
| ---- | ---------------------------------------------- | -------------------------------- | ----------- | -------- | --------------- | -------------- | ---------------- |
| BW   | Aumühl (Standort)                              | Aumühl                           | Mühle       |          |                 |                |                  |
| BW   | Heligenmühle (Standort)                        | Heligenmühle                     | Mühle       |          |                 | 1950–1960      |                  |
| BW   | Hollinghof (Standort)                          | Hollinghof                       | Siedlung    |          |                 | 1960–1970      | Talsperre Lučina |
| BW   | Jiřský mlýn (Standort)                         | Georgsmühle                      | Mühle       |          |                 |                |                  |
| BW   | Luglmühle (Standort)                           | Luglmühle                        | Mühle       |          |                 |                |                  |
| BW   | Městský mlýn (Standort)                        | Stadt Mühle                      | Mühle       |          |                 |                |                  |
| BW   | Nový mlýn (Standort)                           | Neumühle                         | Mühle       |          |                 |                |                  |
| BW   | Nový mlýn (Standort)                           | Neumühle                         | Mühle       |          |                 |                |                  |
| BW   | Plechwalze (Standort)                          | Plechwalze                       | Einöde      |          |                 |                |                  |
| BW   | Továrna na dřevěné výrobky - Tachov (Standort) | Fabrik für Holzprodukte - Tachov | Fabrik      |          |                 | nach 2000      |                  |

### Talsperre Hracholusky
| Bild | Name-CZ                     | Name-DE          | Anmerkungen | ÚSKP-Nr. | Erste Erwähnung | Untergang Zeit | Untergang Grund       |
| ---- | --------------------------- | ---------------- | ----------- | -------- | --------------- | -------------- | --------------------- |
| BW   | Butov (Standort)            | Wuttau           | Siedlung    |          |                 | 1960–1970      | Talsperre Hracholusky |
| BW   | Horní mlýn (Standort)       | Pochmühle        | Mühle       |          |                 | 1960–1970      | Talsperre Hracholusky |
| BW   | Plahussner Mühle (Standort) | Plahussner Mühle | Mühle       |          |                 | vor 1945       | Talsperre Hracholusky |
| BW   | Vackův mlýn (Standort)      | Watzkamühle      | Mühle       |          |                 | 1960–1970      | Talsperre Hracholusky |

### Talsperre Lučina
| Bild | Name-CZ                    | Name-DE          | Anmerkungen            | ÚSKP-Nr. | Erste Erwähnung | Untergang Zeit | Untergang Grund  |
| ---- | -------------------------- | ---------------- | ---------------------- | -------- | --------------- | -------------- | ---------------- |
| BW   | Hamr (Standort)            | Waffenhammer     | Hotel, Gasthaus, Hütte |          |                 | 1970–1980      | Talsperre Lučina |
| BW   | Lučina (Standort)          | Sorghof          | Gemeinde               |          | 1523            | 1970–1980      | Talsperre Lučina |
| BW   | Pocher (Standort)          | Pocher           | Mühle                  |          |                 | 1970–1980      | Talsperre Lučina |
| BW   | Sorghofský mlýn (Standort) | Sorghöfner Mühle | Mühle                  |          |                 | 1960–1970      | Talsperre Lučina |

### Tisová u Tachova
| Bild | Name-CZ                  | Name-DE       | Anmerkungen | ÚSKP-Nr. | Erste Erwähnung | Untergang Zeit | Untergang Grund |
| ---- | ------------------------ | ------------- | ----------- | -------- | --------------- | -------------- | --------------- |
| BW   | Kečovský mlýn (Standort) | Kötschenmühle | Mühle       |          |                 |                |                 |

### Třemešné
| Bild | Name-CZ                   | Name-DE          | Anmerkungen | ÚSKP-Nr. | Erste Erwähnung | Untergang Zeit | Untergang Grund       |
| ---- | ------------------------- | ---------------- | ----------- | -------- | --------------- | -------------- | --------------------- |
| BW   | Berghäusel (Standort)     | Berghäusel       | Einöde      |          |                 |                |                       |
| BW   | Dampfsäge (Standort)      | Dampfsäge        | Einöde      |          |                 |                |                       |
| BW   | Domkamühle (Standort)     | Domkamühle       | Einöde      |          |                 |                |                       |
| BW   | Honsoudl Mühle (Standort) | Honsoudl Mühle   | Mühle       |          |                 |                |                       |
| BW   | Mlýnské Domky (Standort)  | Mühlhäusel       | Siedlung    |          |                 | nach 1945      | Vertreibung nach 1945 |
| BW   | Novohradský (Standort)    | NowoBurgsky      | Siedlung    |          |                 | 1945–1950      | Vertreibung nach 1945 |
| BW   | Růženín (Standort)        | Rosenhaim        | Forsthaus   |          |                 |                |                       |
| BW   | Rybničná (Standort)       | Weiherweisenhaus | Einöde      |          |                 |                | Grenzanlagen          |
| BW   | Spänmühle (Standort)      | Spänmühle        | Mühle       |          |                 |                |                       |
| BW   | Stará sklárna (Standort)  | Altglashütte     | Siedlung    |          |                 |                |                       |
| BW   | U Löblů (Standort)        | Löblhaus         | Einöde      |          |                 |                |                       |

### Zadní Chodov
| Bild | Name-CZ                  | Name-DE     | Anmerkungen | ÚSKP-Nr. | Erste Erwähnung | Untergang Zeit | Untergang Grund |
| ---- | ------------------------ | ----------- | ----------- | -------- | --------------- | -------------- | --------------- |
| BW   | Berghauslen (Standort)   | Berghauslen | Einöde      |          |                 | 1950–1960      |                 |
| BW   | Kyjovský mlýn (Standort) | Kohaumühle  | Mühle       |          |                 |                |                 |
| BW   | Weissmühle (Standort)    | Weissmühle  | Mühle       |          |                 |                |                 |